# Most Blagověščensk – Chej-che
Most Blagověščensk – Chej-che, rusky Мост «Благовещенск – Хэйхэ», čínsky 黑河–布拉戈维申斯克界河公路大桥, je přeshraniční silniční most, který překračuje východoasijskou řeku Amur a představuje spojnici mezi Amurskou oblastí Ruské federace a čínskou provincií Chej-lung-ťiang. Most je první přímou silniční spojnicí mezi Ruskem a Čínou a má sloužit především pro nákladní automobilovou dopravu.

## Geografie
Zatímco města Chej-che a Blagověščensk leží přímo proti sobě a dělí je jen řeka Amur, jejímž středem prochází státní hranice, most se nachází v poměrně řídce obydlené oblasti zhruba 6 km jižněji od soutoku řek Amuru a Zeje u Blagověščenska. Nejbližším sídlem u nájezdu na most na ruské straně je vesnice Kanikurgan s 233 obyvateli (2018), vzdálená od Blagověščenska asi 13 km, na čínské straně to je ves Čang-fa (长发村).

## Historie
První úvahy o možnosti přeshraničního spojení mezi Ruskem a Čínou se objevily již na konci 20. století. V roce 2014 podepsali představitelé Amurské oblasti a provincie Chej-lung-ťiang memorandum a záměrech ohledně výstavby přeshraničního mostu. V roce 2015 byla uzavřena mezivládní dohoda mezi Ruskou federací a Čínskou lidovou republikou, na jejímž základě byla 18. prosince 2016 zahájena výstavba mostu. Dne 31. května 2019 došlo ke spojení ruské a čínské části mostu. Dne 29. listopadu 2019 oznámil gubernátor Amurské oblasti Vasilij Orlov, že stavba mostu u Blagověščenska byla dokončena.
V další etapě má do dubna 2020 pokračovat realizace administrativních opatření, spojených se zahájením nákladní automobilové dopravy mezi Ruskem a Čínou. Výstavbu stálých kontrolních pohraničních stanovišť plánuje společnost Rosgranstroj (Росгранстрой) do poloviny roku 2021. Po jejich dokončení bude přes tento hraniční přechod povolena také osobní automobilová doprava.

## Výstavba a náklady

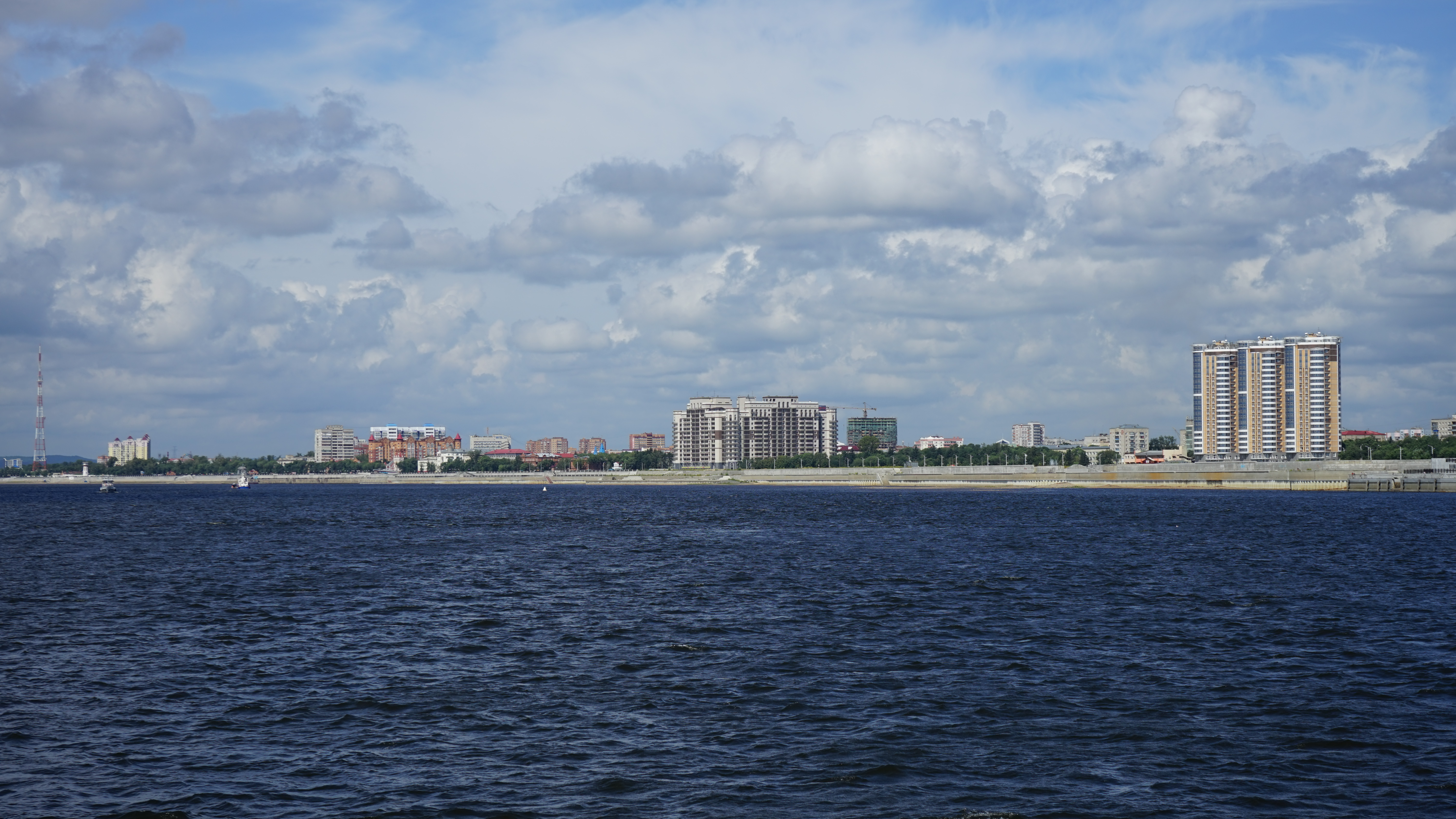
Pohled přes řeku Amur z čínského Chej-che na ruský Blagověščensk

Délka samotného mostu přes řeku Amur je 1080 metrů, celá stavba i s nájezdy a spojujícími komunikacemi měří 19,5 km, z čehož 13,5 km bylo vybudováno na ruské straně, včetně 278 metrů dlouhého mostu přes kanikurganské rameno Amuru. Výstavba mostu probíhala zároveň z ruské i z čínské strany, v nepřetržitém dvousměnném provozu zde po celou dobu pracovalo kolem 550 stavbařů.
Náklady na celou stavbu byly vyčísleny na 19 miliard rublů. Investorem je rusko-čínská společnost, které poskytla úvěr čínská banka s dobou splatnosti stanovenou na 20 let. Tento úvěr ve výši cca 14 miliard rublů byl poskytnut na výstavbu ruské části mostu, stavba zhruba 6 km dlouhého úseku na čínské straně byla financována přímo Čínskou lidovou republikou ze státních prostředků. Zatímco v roce 2018 představoval objem přepravy zboží mezi zdejšími ruskými a čínskými regiony kolem 300 000 tun, odhadovalo se, že po spuštění pravidelné nákladní dopravy přes most u Blagověščenska tento objem vzroste až desetinásobně.